# Милинко Пантић
Милинко Пантић (Лозница, 5. септембар 1966) бивши је српски фудбалер.

## Клупска каријера
Милинко Пантић је рођен у Лозници, а детињство је провео у Брасини, малом селу између Бање Ковиљаче и Малог Зворника. Још са 17 година је постао капитен Јединства из Малог Зворника, са којим остварује пласман у другу српску лигу.
У јесен 1985. године је потписао за Партизан. Током прве сезоне је ретко добијао шансу, али је ипак дао свој допринос у борби за титулу, победоносним голом на гостовању загребачком Динаму у претпоследњем колу шампионата, а у стрелце се уписао и у мечу против сарајевског Жељезничара у наредном, последњем колу. Следеће сезоне, такође шампионске, и даље је ретко добијао прилику, улазећи у игру углавном са клупе, а голгетерски учинак повећао је за један гол у односу на претходно првенство. И у трећој сезони у клубу играо је мало, чак мање него у претходној, док је наредну, 1988/89, провео у ЈНА. Тек по доласку из војске чешће је добијао прилику, мада је још увек врло често улазио у игру као резерва. Та 1990. година биће му и последња у Партизану, с обзиром да је на полусезони прослеђен на позајмицу у љубљанску Олимпију, након чега ће лета 1991. године отићи у грчки Паниониос.
У Паниониос га је довео бивши тренер Момчило Вукотић, са којим је претходно сарађивао у Партизану. У првој Пантићевој сезони, Паниониос је испао из грчке Прве лиге, али се већ следеће године вратио у највиши ранг. За четири сезоне, колико је провео у клубу, Пантић је одиграо укупно 120 првенствених утакмица и постигао 51 гол.
У лето 1995. године, Пантић је на позив Радомира Антића (још једног бившег тренера из Партизана) прешао у Атлетико из Мадрида. Већ у првој сезони са клубом је освојио дуплу круну у Шпанији. Одиграо је те сезоне 41 утакмицу у Примери, уз 10 постигнутих голова, док је у финалу Купа постигао победоносни гол против Барселоне у продужецима за победу од 1:0. Наредне сезоне Атлетико је играо у Лиги шампиона, где је Пантић био најбољи стрелац такмичења у сезони са пет постигнутих голова. Такође је исте сезоне у првенственом мечу против Барселоне постигао сва четири гола у поразу свог тима од 5:4. У његову част тадашњи председник клуба Хезус Хил је подигао бисту која се налази на стадиону Висенте Калдерон.
Након три сезоне проведене у Атлетику, Пантић 1998. године одлази у француског прволигаша Авр где остаје једну сезону. Затим се враћа у Паниониос где и завршава играчку каријеру 2000. године.

## Репрезентација
Милинко Пантић је одиграо две утакмице за репрезентацију СР Југославије. Први меч је одиграо 24. априла 1996. против Фарских острва (3:1) у Београду а други 14. децембра исте године против Шпаније (0:2) у Валенсији.

## Трофеји
Партизан
- Првенство Југославије : 1985/86, 1986/87.
- Куп Југославије : 1989.
- Суперкуп Југославије : 1989.

Атлетико Мадрид
- Прва лига Шпаније : 1995/96.
- Куп Шпаније : 1996.
- Суперкуп Шпаније : 1996.

Индивидуални
- Најбољи стрелац Лиге шампиона : 1996/97